# Sala samobójców. Hejter
Sala samobójców. Hejter – polski film z 2020 roku w reżyserii Jana Komasy. Spin-off filmu Sala samobójców z 2011.
Zdjęcia zrealizowano w Warszawie w okresie 28 października – 22 grudnia 2018. Premiera filmu miała miejsce 6 marca 2020 roku.

## Fabuła
Tomek Giemza (Maciej Musiałowski) zostaje przyłapany na plagiacie i wydalony ze studiów prawniczych. Postanawia jednak ukryć ten fakt i nadal pobierać pomoc finansową od Krasuckich (Danuta Stenka i Jacek Koman) – rodziców jego przyjaciółki z dzieciństwa, Gabi (Vanessa Aleksander), w której skrycie się podkochuje. Oszustwo jednak wychodzi na jaw i chłopak traci zaufanie swoich dobroczyńców. Zrządzeniem losu bohater otrzymuje pracę w agencji PR, a jego zadaniem jest prowadzenie w internecie działań przeciwko Pawłowi Rudnickiemu (Maciej Stuhr), którego kampanię polityczną aktywnie wspierają Krasuccy.
Postacią łączącą wątki filmu z pierwszą częścią Sali samobójców jest Beata Santorska (Agata Kulesza), szefowa agencji PR i matka Dominika – głównego bohatera filmu z 2011 roku.

## Obsada
| Postać                                         | Aktor              |
| ---------------------------------------------- | ------------------ |
| Tomasz Giemza                                  | Maciej Musiałowski |
| Beata Santorska                                | Agata Kulesza      |
| Zofia Krasucka                                 | Danuta Stenka      |
| Robert Krasucki                                | Jacek Koman        |
| Gabi Krasucka                                  | Vanessa Aleksander |
| Paweł Rudnicki                                 | Maciej Stuhr       |
| Stefan Guzkowski „Guzek”                       | Adam Gradowski     |
| Kamil                                          | Piotr Biedroń      |
| Natalia Krasucka, siostra Gabi                 | Martynika Kośnica  |
| FitAneta                                       | Julia Wieniawa     |
| Maciej Szozda, kandydat na prezydenta Warszawy | Piotr Cyrwus       |
| Asia, wolontariuszka w sztabie Rudnickiego     | Wiktoria Filus     |
| Maciej Karpiuk, współlokator Tomka w akademiku | Jan Hrynkiewicz    |
| Maria Andrzejewska, znajoma Gabi               | Iga Krefft         |
| syn Beaty Santorskiej                          | Iwo Rajski         |
| gospodarz programu internetowego „20m2”        | Łukasz Jakóbiak    |

## Opinie
Film został pozytywnie oceniony przez krytyków. Jego ocena w serwisie Mediakrytyk.pl, agregującym recenzje polskich dziennikarzy filmowych, wynosi 7,4/10. Adrian Luzar (Interia) uznał, że „w Sali samobójców. Hejterze reżyser Jan Komasa i scenarzysta Mateusz Pacewicz nie oszczędzają widzów; to film, jakiego w Polsce jeszcze nie było”. Albert Nowicki (His Name is Death) pisał: „Hejter umiejętnie diagnozuje choroby polskiego społeczeństwa. Powstał film aktualny i bezkompromisowy, wyraźnie deklarujący, że hejt – choć jako słowo wywodzi się z żargonu młodzieżowego – oznacza tak naprawdę retorykę ostrej nienawiści. Komasa powiedział, że nakręcił Salę samobójców 2 ze strachu przed nadchodzącą apokalipsą, której perspektywa powinna wstrząsnąć nami wszystkimi. Jego quasi-sequel nie jest ani trochę eskapistyczny: on zmusza do konfrontacji z rzeczywistością, Polskę ukazuje przez autentyczny, antyutopijny pryzmat”. Film był chwalony również za granicą.